# Gmina Brande
Gmina Brande (duń. Brande Kommune) – istniejąca w latach 1970–2006 gmina w Danii w okręgu Ringkjøbing Amt. Siedzibą władz gminy było miasto Brande. Gmina Brande została utworzona 1 kwietnia 1970 na mocy reformy podziału administracyjnego Danii.
Po kolejnej reformie administracyjnej w roku 2007 weszła w skład nowej gminy Ikast-Brande.

## Dane liczbowe
- Liczba ludności: (♀ 4488 + ♂ 4334) = 8822
  - wiek 0–6: 8,4%
  - wiek 7–16: 13,8%
  - wiek 17–66: 63,2%
  - wiek 67+: 14,6%
- zagęszczenie ludności: 46,9 osób/km²
- bezrobocie: 3,9% osób w wieku 17–66 lat
- cudzoziemcy z UE, Skandynawii i USA: 147 na 10 000 osób
- cudzoziemcy z krajów Trzeciego Świata: 341 na 10 000 osób
- liczba szkół podstawowych: 4 (liczba klas: 56)